# Ibn al-Samh
Abū al‐Qāsim Aṣbagh ibn Muḥammad ibn al‐Samḥ al‐Gharnāṭī (Córdoba, c. 979-Granada, 29 de mayo del 1035), más conocido como Ibn al‐Samḥ, también al‐Muhandis («el geómetra»), o su forma latinizada Abulcasim, fue un matemático y astrónomo andalusí de finales del siglo X y principios del siglo XI.

## Vida
Se tienen pocos datos de su vida. Nació hacia el año 979 o 980 dentro de una familia cultivada y de cierto prestigio de Córdoba, por lo que se cree que era originario de esta ciudad. En Córdoba fue un importante miembro de la escuela del matemático y astrónomo Maslama al-Mayriti, escuela que introdujo y adaptó en al-Ándalus las tablas astronómicas indias a partir de las obras del astrónomo persa Al-Juarismi, así como las últimas teorías de la astronomía ptolemaica.
Debido a los conflictos políticos en Córdoba, Ibn al‐Samh se establece en Granada, posiblemente hacia el año 1018, donde vivió el resto de su vida. En Granada trabajó al servicio del rey de la Taifa, el bereber Habús ben Maksan, cuyo ministro, el judío Semuel ibn Nagrella, estaba también interesado en las matemáticas y la astronomía.
Murió en Granada el 29 de mayo de 1035, a la edad de cincuenta y seis años. Según José Augusto Sánchez Pérez: «Fue un verdadero genio matemático, tanto en aritmética y geometría como en astronomía; poseía además muy profundos conocimientos en gramática y medicina».

## Obra
Ibn al‐Samh trabajó en astronomía, matemáticas y posiblemente en medicina. El historiador andalusí del siglo XIV Ibn al-Jatib afirma que Ibn al‐Samh escribió un tratado de historia, pero no hay ninguna otra evidencia sobre esta obra. Ibn al‐Nashi, uno de los más importantes discípulos de Ibn al‐Samh, da una lista de nueve libros escritos por su maestro.

### Astronomía
En astronomía, Ibn al-Samh, al igual que su maestro Maslama al-Mayriti, compuso un tratado con tablas astronómicas basado en el Zīj al-Sindhind de Al-Juarismi, que había sido compuesto en Bagdad en el siglo IX. El historiador Ibn Jaldún menciona que Ibn al-Samh escribió un resumen del Almagesto.
Ibn al-Samh también compuso un tratado sobre la construcción y el uso del astrolabio (Kitāb al-'Amal bi-'l-asṭurlāb). Aunque el tratado de Ibn al-Saffar sobre el astrolabio se hizo más popular, su libro, de 129 capítulos, es el tratado más completo escrito en la península ibérica durante la Edad Media sobre el uso del instrumento. El texto es especialmente interesante porque trata cuestiones que no suelen analizarse en obras de este tipo, como la visibilidad de la Luna y su latitud y longitud. Su Kitāb al-'Amal también es importante porque en él se cita una obra desconocida de Habash al-Hasib al-Marwazi, evidenciando claramente que este astrónomo oriental era conocido en al-Ándalus a finales del siglo X. El texto también muestra que la escuela de Maslama al-Mayriti conocía y utilizaba las obras de Al-Battani. El Kitāb al-'Amal fue la fuente de un tratado sobre el uso del astrolabio esférico compuesto en la corte de Alfonso X el Sabio.
Su tratado sobre la construcción del equatorium (instrumento concebido originalmente en al-Ándalus y desarrollado posteriormente en la Europa cristiana) es otra de las principales contribuciones de Ibn al-Samh a la astronomía. De hecho, este tratado es el primer trabajo conocido que trata este instrumento, anterior a las obras de Azarquiel y Abu Salt de Denia. Su tratado se conserva en la traducción incluida en el Libro del saber de astrología de Alfonso X el Sabio. El instrumento descrito por en el tratado es un híbrido astrolabio-equatorium. Ibn al-Samh da los parámetros numéricos necesarios para la construcción del  equatorium y utiliza los valores de Al-Battani para las longitudes de los apogeos de los planetas, los valores de Al-Juarismi y Maslama para los nodos ascendentes de los planetas, y los valores de las excentricidades y los radios de los epiciclos de los planetas del Almagesto. El equatorium tiene ocho placas (una para el Sol, seis para los deferentes de la Luna y los cinco planetas, y una para los epiciclos planetarios) cuidadosamente explicada y colocada dentro de la mater de un astrolabio. Este instrumento ayuda a determinar la longitud de un planeta y ahorra a los astrónomos una gran cantidad de tiempo.

### Matemáticas
Ibn al-Samh es bien conocido por sus muchas composiciones sobre matemáticas. Su rango de temas incluye el cálculo, los números, la aritmética comercial, la teoría de las proporciones, las operaciones aritméticas y la solución de ecuaciones cuadráticas y cúbicas. Su obra en geometría incluye un comentario sobre los Elementos de Euclides, y un tratado general que incluye un importante estudio sobre las líneas rectas, curvas y rotas. Este último se conserva parcialmente en una traducción hebrea.

## Reconocimientos
El planeta extrasolar Samh, que orbita la estrella Titawin en la constelación de Andrómeda, fue nombrado así en su honor a partir del proyecto NameExoWorlds.